# Референдум в Лихтенштейне (1922)
Референдум в Лихтенштейне по закону о налогообложении прошёл 24 декабря 1922 года. Закон был одобрен 59,6% голосов избирателей.

## Контекст
Референдум касался нового налового кодекса, который вводил подоходный налог, налог на капитал и общественный налог, и стал первым референдумом, проведённым в соответствие со Статьёй 66 новой Конституции 1921 года. Он являлся факультативным референдумом, организованным по инициативе парламента, который решил выдвинуть новый закон на всеобщее голосование.

## Результаты
| Выбор                               | Голоса | %    |
| ----------------------------------- | ------ | ---- |
| За                                  | 1 078  | 59,6 |
| Против                              | 731    | 40,4 |
| Недействительных/пустых бюллетеней  | 65     | –    |
| Всего                               | 1 874  | 100  |
| Зарегистрированных избирателей/Явка | 2 075  | 90,3 |
| Источник: Démocratie Directe        |        |      |